# Боровац (община Буяновац)
Вижте пояснителната страница за други значения на Боровац.
Боровац (на сръбски: Боровац или Borovac) е село в община Буяновац, Пчински окръг, Сърбия.

## История
В края на XIX век Боровац е село в Прешевска кааза на Османската империя. Според статистиката на Васил Кънчов („Македония. Етнография и статистика“) от 1900 година Боровац е населявано от 130 жители българи християни. Според патриаршеския митрополит Фирмилиан в 1902 година в махалата Краймировац има 4 сръбски патриаршистки къщи. По данни на секретаря на Българската екзархия Димитър Мишев („La Macédoine et sa Population Chrétienne“) в 1905 година в Боровец (Borovetz) има 128 българи патриаршисти гъркомани.
В 2002 година в селото живеят 161 сърби и 4 други.

## Население
- 1948- 322
- 1953- 350
- 1961- 373
- 1971- 357
- 1981- 267
- 1991- 214
- 2002- 166